# Terry Donovan
Terence Christopher Donovan, detto Terry (Liverpool, 27 febbraio 1958), è un ex calciatore irlandese, di ruolo attaccante.

## Biografia
Suo padre Don è stato a sua volta un calciatore professionista, e così come Terry ha a sua volta giocato nella nazionale irlandese; Terry è nato a Liverpool in quanto suo padre in quegli anni giocava nell'Everton.

## Carriera

### Club
Dopo aver giocato nelle giovanili del Louth United nel 1976, all'età di 18 anni, esordisce tra i professionisti con il Grimsby Town, club della terza divisione inglese; i Mariners durante la sua prima stagione in squadra retrocedono in quarta divisione, categoria in cui Terry gioca poi per un biennio fino alla promozione conquistata al termine della stagione 1978-1979: in tre anni di permanenza con il club mette a segno complessivamente 23 reti in 64 partite di campionato giocate.
Nell'estate del 1979 viene ceduto per 72000 sterline all'Aston Villa, club di prima divisione, con cui esordisce in questa categoria il 18 dicembre 1979, segnando anche una rete nella vittoria casalinga per 3-0 sul Coventry City; nel prosieguo della stagione gioca poi altre 8 partite di campionato, segnandovi un'ulteriore rete, l'11 gennaio 1980, quando è decisivo nella vittoria casalinga per 2-1 sull'Everton, club della sua città natale. Rimane in rosa anche nella stagione 1980-1981 e nella stagione 1981-1982: in quest'ultima annata gioca anche una partita nella vittoriosa Coppa dei Campioni, segnando una doppietta nella vittoria casalinga per 5-0 del 16 settembre 1981 sugli islandesi del Valur. In campionato inizia invece la stagione in modo estremamente positivo: segna infatti un gol nella seconda giornata (il 1º settembre 1981, in una sconfitta per 2-1 sul campo del Sunderland) e poi si ripete il successivo 5 settembre nella terza giornata, quando con una doppietta è determinante nella vittoria per 3-1 sul campo dei londinesi del Tottenham; scende poi in campo (ma senza segnare ulteriori reti) anche nella quarta, quinta e sesta giornata, perdendo poi il posto in squadra e tornando a giocare in modo più saltuario solo nella seconda metà della stagione, in cui gioca ulteriori 3 partite (per un totale di 8 presenze stagionali in campionato) segnando anche una rete, il 12 marzo 1982, nella vittoria casalinga per 3-1 ai danni del Wolverhampton.
All'inizio della stagione 1982-1983 viene ceduto in prestito in terza divisione all'Oxford Utd: dopo sole 2 presenze viene richiamato per essere ceduto ai Portland Timbers, con cui nel resto dell'annata segna una rete in 15 presenze nella NASL; torna poi in Inghilterra, al Burnley, con cui rimane per un anno e mezzo (prima in seconda e poi in terza divisione) giocando con scarsa regolarità (18 presenze e 6 reti). Gioca poi per circa un anno e mezzo in terza divisione al Rotherham Utd (11 presenze senza reti) ed infine per alcuni mesi in prestito al Blackpool nei mesi finali della stagione 1984-1985, in quarta divisione, senza però mai scendere in campo; si ritira nel 1985, all'età di 27 anni.
In carriera ha totalizzato complessivamente 114 presenze e 35 reti nei campionati della Football League.

### Nazionale
Tra il 1979 ed il 1981 ha giocato 2 partite con la nazionale irlandese.

## Palmarès

### Club

#### Competizioni nazionali
- Campionato inglese: 1

Aston Villa: 1980-1981
- FA Charity Shield: 1

Aston Villa: 1981

#### Competizioni internazionali
- Coppa dei Campioni: 1

Aston Villa: 1981-1982